# Centerville (Utah)
Centerville város az USA Utah államában, Davis megyében. Lakosainak száma 16 884 fő (2020. április 1.).

## Népesség
A település népességének változása:
| Lakosok száma | 15 335 | 16 203 | 16 884 |
|               | 2010   | 2012   | 2020   |